# Towarzystwo Miłośników Miasta Poznania im. Cyryla Ratajskiego
Towarzystwo Miłośników Miasta Poznania im. Cyryla Ratajskiego – najstarsze w Poznaniu stowarzyszenie, skupiające miłośników miasta.

## Historia
W 1913 założono w Poznaniu Towarzystwo Krajoznawcze. Rok później powołano w ramach towarzystwa Sekcję Miłośników Miasta Poznania, do której zadań należało między innymi troszczenie się o polskie pomniki narodowe czy profesjonalne oprowadzanie wycieczek po mieście.
Towarzystwo Miłośników Miasta Poznania zostało założone 14 grudnia 1922 w sali 15 ratusza w Poznaniu z inicjatywy Zygmunta Zaleskiego (do 1924 Zalewski) i Cyryla Ratajskiego na wzór Towarzystwa Miłośników Historii i Zabytków Krakowa w Krakowie. Poznańskie towarzystwo było z kolei wzorem do powstania podobnych organizacji tego typu w Bydgoszczy, Toruniu, Grudziądzu i Grodnie.
W 1939 działalność towarzystwa została przerwana przez II wojnę światową. W 1945 zostały reaktywowane struktury (po zebraniu organizacyjnym w dniu 29 maja). W zebraniu uczestniczyło blisko 40 osób. Powzięto m.in. decyzję o reaktywowaniu Kroniki stoł. Miasta Poznania. 27 lutego 1947 towarzystwo wpisano do rejestru stowarzyszeń i związków Urzędu Wojewódzkiego Poznańskiego pod nr 15.
W latach 60. wprowadzono nowe formy działalności - wystawy, konkursy o tematyce poznańskiej dla młodzieży, działania na rzecz ochrony środowiska czy uczestnictwo w dyskusjach nad odbudową miasta ze zniszczeń wojennych. Towarzystwo zajęło się również opieką nad miejscami pamięci narodowej oraz zabytkowymi cmentarzami. Powołano Komisję Młodzieżową pod przewodnictwem i 20-letnim kierownictwem Ireny Wingerowej i ustanowiono odznakę Młodego Miłośnika Miasta Poznania.
11 kwietnia 1984 powstał przy towarzystwie Klub im. Stanisława Strugarka.
W 1990 z inicjatywy Krystyny Srokówny i przy współpracy z Muzeum Polskim w Rapperswilu powstał Klub 6 Kontynentów pod hasłem "Nic co poznańskie nie jest mi obce". W 1993 powołano Koło Bambrów Poznańskich, a rok później dla ratowania Fary Poznańskiej Koło Przyjaciół Fary Poznańskiej (pod przewodnictwem Renaty Linette) oraz Koło Miłośników Ratusza skupiające dzieci w wieku przedszkolnym oraz młodzież szkolną (z inicjatywy G. Polarczyk).

## Cele towarzystwa
Celem towarzystwa jest pobudzanie obywatelskiej inicjatywy, szerzenie wszechstronnej wiedzy o dziejach i teraźniejszości miasta oraz popularyzacja poznańskich tradycji i pogłębianie tą drogą lokalnego patriotyzmu.
Towarzystwo realizuje swoje cele przez:
- ścisłe współdziałanie z władzami miasta w realizacji zadań towarzystwa i wypowiadanie opinii w sprawach dotyczących miasta,
- działalność w komisjach problemowych, klubach i kołach,
- działalność członków w miejscu zamieszkania, w miejscu pracy oraz w szkołach wszelkiego typu,
- wykłady publiczne z zakresu dziejów, stanu obecnego i przyszłości miasta,
- organizowanie wystaw, imprez, konkursów itp.,
- organizowanie spotkań i dyskusji na tematy związane z miastem,
- inicjowanie wydawnictw o mieście,
- pieczę nad krajobrazem kulturowym miasta, zabytkami historycznymi oraz obiektami komunalnymi o szczególnym znaczeniu,
- działanie na rzecz ochrony środowiska naturalnego,
- współpracę z organizacjami o podobnym profilu działania,
- prowadzenie działalności gospodarczej zgodnie z celami statutowymi towarzystwa i służącej ich realizacji.

## Władze towarzystwa
| Data                 | Prezes Zarządu       | Zastępca Prezesa      | Sekretarz         | Skarbnik           | Inni członkowie Zarządu | Komisja rewizyjna                       |
| -------------------- | -------------------- | --------------------- | ----------------- | ------------------ | --- | --------------------------------------- |
| 14 grudnia 1922      | Kazimierz Ruciński   | F. S. Krysiak         | Zygmunt Zaleski   | Ludwik Frankiewicz | Nikodem Pajzderski, Antoni Stychel, Kazimierz Kaczmarczyk, D. Królikowski, Roman Leitgeber                                                                                           | St. Robiński, K. Gadebusch, Kowalski    |
| 1923                 | Kazimierz Ruciński   | F. S. Krysiak         | Zygmunt Zaleski   | Ludwik Frankiewicz | Nikodem Pajzderski, Antoni Stychel, Kazimierz Kaczmarczyk, D. Królikowski, Roman Leitgeber, Bolesław Erzepki, Szczęsny Dettloff, Henryk Likowski, L. Kasprowicz, M. Wicherkiewiczowa | St. Robiński, K. Gadebusch, Kowalski    |
| 27 marca 1924        | Kazimierz Ruciński   | F. S. Krysiak         | Zygmunt Zaleski   | Kasprowicz         | Nikodem Pajzderski, Antoni Stychel, Kazimierz Kaczmarczyk, D. Królikowski, Roman Leitgeber, Bolesław Erzepki, Szczęsny Dettloff, Henryk Likowski, L. Kasprowicz, M. Wicherkiewiczowa |                                         |
| 30 marca 1925        | Kazimierz Ruciński   | Kazimierz Kaczmarczyk | Zygmunt Zaleski   | Kasprowicz         | Nikodem Pajzderski, Antoni Stychel, Roman Leitgeber, Białkowski |                                         |
| 18 lutego 1933       | Kazimierz Ruciński   | Adam Wodziczko        | A. Chybiński      | Kasprowicz         | Zygmunt Zaleski, St. Nowicki, Roman Leitgeber, Kazimierz Kaczmarczyk, B. Kasprowicz, J. Kuglin                                                                                       |                                         |
| 18 maja 1934         | Kazimierz Ruciński   | Adam Wodziczko        | St. Nowicki       | Wł. Kultys         | Zygmunt Zaleski, St. Nowicki, Roman Leitgeber, Kazimierz Kaczmarczyk, B. Kasprowicz, J. Kuglin, Czarnecki                                                                            | K. Gadebusch, Wł. Berkan, B. Kasprowicz |
| 19 maja 1936         | Zygmunt Zaleski      | Kazimierz Ruciński    | B. Wietrzychowski | J. Kuglin          | St. Nowicki, Adam Wodziczko, Roman Leitgeber, Kazimierz Kaczmarczyk, Czarnecki | K. Gadebusch, Wł. Berkan, B. Kasprowicz |
| 31 maja 1937         | Zygmunt Zaleski      | Kazimierz Ruciński    | B. Wietrzychowski | J. Kuglin          | St. Nowicki, Adam Wodziczko, Kazimierz Kaczmarczyk, Czarnecki | K. Gadebusch, Wł. Berkan, A. Chybiński  |
| 10 maja 1938         | Zygmunt Zaleski      | Kazimierz Ruciński    | B. Wietrzychowski | J. Kuglin          | St. Nowicki, Adam Wodziczko, Kazimierz Kaczmarczyk, Czarnecki, M. Jabczyński | K. Gadebusch, Wł. Berkan, A. Chybiński  |
| 4 września 1939      | II wojna światowa    | II wojna światowa     | II wojna światowa | II wojna światowa  | II wojna światowa | II wojna światowa                       |
| 6 czerwca 1945       | Franciszek Jaśkowiak |                       |                   |                    | |                                         |
| 10 czerwca 1946      | Feliks Dropiński     |                       |                   |                    | |                                         |
| 25 kwietnia 1948     | Ignacy Kaczmarek     |                       |                   |                    | |                                         |
| 8 lutego 1960        | Józef Górski         |                       |                   |                    | |                                         |
| 13 lutego 1961       | Stanisław Kubiak     |                       |                   |                    | |                                         |
| 16 października 1978 | Zygmunt Wolniewicz   |                       |                   |                    | |                                         |
| 14 marca 1983        | Stanisław Nawrocki   |                       |                   |                    | |                                         |
| 17 lutego 2000       | Jadwiga Rotnicka     |                       |                   |                    | |                                         |
| 12 czerwca 2008      | Antoni Szczuciński   |                       |                   |                    | |                                         |

## Wydawnictwa
Od 1923 towarzystwo wydawało Kronikę Miasta Poznania, do 1926 miesięcznik, a następnie kwartalnik. Do 1950 czasopismo było oficjalnym organem towarzystwa.

## Członkowie
Towarzystwo zostało założone przez 36 członków założycieli. Przed II wojną światową w Kronice Miasta Poznania publikowane były nazwiska nowo przyjętych wraz z krótkim opisem. W pierwszym roku istnienia pozyskano 206 członków, a do 1939 ponad 300.
| Członkowie założyciele 1923 |
| --- |
| 1. Nikodem Badurski, asystent 2. Franciszek Babst, sekr. związk. 3. Władysław Berkan, radca miejski 4. Aleksander Chybiński, naczelnik biura 5. Stanisław Cofta, prokurent 6. Stanisław Czasz, asesor 7. Ksawery Gadebusch, kupiec 8. Wiktor Gładysz, kupiec 9. Stanisław Grzegorzewicz, radny miasta 10. Witold Hedinger, inżynier 11. Stanisław Janczewski, drogerzysta 12. Ignacy Kaczmarek, kier. urzędu pomiarów 13. Kazimierz Kaczmarczyk, dr, wicedyr. Archiwum Państwowego 14. Leon Kasprowicz, kupiec 15. Kazimierz Kierski, nadradca prok. gen. 16. Marcin Koralewski, monter 17. Franciszek Kowalewski, sekr. związk. 18. Teodor Krause, radny miasta 19. Dionizy Królikowski, dziennikarz 20. Franciszek Salezy Krysiak, radca woj. 21. Henryk Likowski, ks. dr, wicedyr. biblioteki 22. Stefan Matuszewski 23. Stanisław Mechliński, radny miasta 24. Szymon Nawrocki, dziennikarz 25. Marian Nowakowski, budowniczy miejski 26. Stanisław Nowicki, radca miejski 27. Nikodem Pajzderski, dr, konserwator 28. Maksymilian Pluciński, mistrz siodlarski 29. Jan Popławski 30. Stanisław Robiński, kupiec 31. Cyryl Ratajski, prezydent Poznania 32. Antoni Stychel, ks. prałat, senator 33. Roman Witkowski, st. referent woj. 34. Andrzej Wojtkowski, dr, archiwista 35. Zygmunt Zaleski, dyr. Urzędu Statystycznego 36. Leon Zugehoer, kotlarz |